# Onthophagus costifer
Onthophagus costifer är en skalbaggsart som beskrevs av Gillet 1930. Onthophagus costifer ingår i släktet Onthophagus och familjen bladhorningar. Inga underarter finns listade i Catalogue of Life.